# Areuse (ort)
Areuse är en ort i kommunen Boudry i kantonen Neuchâtel i Schweiz. Den ligger vid floden Areuse, cirka 7 kilometer sydväst om Neuchâtel. Orten har 881 invånare (2023).